# Khudumelapye
Khudumelapye is een dorp in het district Kweneng in Botswana. De plaats telt 2080 inwoners (2011).